# مقاطعات إسبانيا
مقاطعات إسبانيا (بالإسبانية: Provincias de España)، أغلب المقاطعات يتم تسميتها على حسب اسم العاصمة باستثناء (أربا أو ألافا)، أستورياس، بسكاي، جزر البليار، نافارا، لاريوخا، كانتابريا وغيبوثكوا.
توجد سبعة مناطق تم وضعها ضمن المقاطعات لأنها تحتوي على مقاطعة واحدة فقط وهي: أستورياس، جزر البليار، كانتابريا، لاريوخا، مدريد، مرسية ونافارا.

خريطة مقاطعات إسبانيا (اضغط على الصورة لتكبيرها).

## المقاطعات
| اسم المقاطعة                                                                     | العاصمة                                              | المنطقة            | قائمة البلديات                 |
| -------------------------------------------------------------------------------- | ---------------------------------------------------- | ------------------ | ------------------------------ |
| لا كورونيا (اللغة الإسبانية); A Coruña (اللغة الغاليسية)                         | لا كورونيا (Spanish); A Coruña (Galician)            | جليقية             | قائمة بلديات لا كرونيا         |
| ألافا (Spanish); Araba (لغة بشكنشية)                                             | فيتوريا-غاستيز (Spanish) Gasteiz (Basque)            | منطقة إقليم الباسك | قائمة البلديات في ألافا        |
| البسيط                                                                           | البسيط                                               | قشتالة والمنشف     | قائمة البلديات في البسيط       |
| لقنت (Spanish) Alacant (اللغة البلنسية)                                          | لقنت; Alacant (Valencian)                            | منطقة بلنسية       | قائمة بلديات أليكانتي          |
| المرية                                                                           | ألمرية                                               | أندلسية            | قائمة بلديات ألميريا           |
| أشتورية                                                                          | أوفييدو                                              | أشتورية            | قائمة البلديات في أستورياس     |
| آبلة                                                                             | آبلة                                                 | قشتالة وليون       | قائمة البلديات في آبلة         |
| بطليوس                                                                           | بطليوس                                               | إكستريمادورا       | قائمة البلديات في بطليوس       |
| جزر البليار (English); Illes Balears (اللغة الكتالونية) Islas Baleares (Spanish) | ميورقة                                               | جزر البليار        | قائمة بلديات جزر البليار       |
| برشلونة                                                                          | برشلونة                                              | كتالونيا           | قائمة البلديات في برشلونة      |
| بيسكاي (English); Vizcaya (Spanish); Bizkaia (Basque)                            | بلباو                                                | منطقة إقليم الباسك | قائمة البلديات في بيسكاي       |
| برغش                                                                             | برغش                                                 | قشتالة وليون       | قائمة البلديات في برغش         |
| قصرش                                                                             | قصرش                                                 | إكستريمادورا       | قائمة بلديات قصرش              |
| قادس                                                                             | قادس                                                 | أندلسية            | قائمة البلديات في قادس         |
| كانتابريا                                                                        | سانتاندير                                            | كانتابريا          | قائمة البلديات في كانتابريا    |
| كاستيون (Spanish); Castelló (Valencian)                                          | كاستيون دي لا بلانا Castelló de la Plana (Valencian) | منطقة بلنسية       | قائمة البلديات في كاستيلون     |
| ثيوداد ريال                                                                      | ثيوداد ريال                                          | قشتالة والمنشف     | قائمة البلديات في سيوداد ريال  |
| مقاطعة قرطبة                                                                     | قرطبة                                                | أندلسية            | قائمة البلديات في قرطبة        |
| قونكة                                                                            | قونكة                                                | قشتالة والمنشف     | قائمة بلديات قونكة             |
| غيبوثكوا (Spanish); Gipuzkoa (Basque)                                            | سان سيباستيان (Spanish) Donostia (Basque)            | منطقة إقليم الباسك | Municipalities                 |
| جرندة (Catalan); Gerona (Spanish)                                                | جرندة (Catalan); Gerona (Spanish)                    | كتالونيا           | Municipalities                 |
| غرناطة                                                                           | غرناطة                                               | أندلسية            | Municipalities                 |
| وادي الحجارة                                                                     | وادي الحجارة                                         | قشتالة والمنشف     | Municipalities                 |
| ولبة                                                                             | ولبة                                                 | أندلسية            | Municipalities                 |
| وشقة                                                                             | وشقة (Spanish language                               | منطقة أرغون        | Municipalities                 |
| Jaén                                                                             | Jaén                                                 | أندلسية            | Municipalities                 |
| منطقة لا ريوخا                                                                   | لوغرونيو                                             | منطقة لا ريوخا     | Municipalities                 |
| لاس بالماس                                                                       | لاس بالماس دي غران كناريا                            | جزر الكناري        | Municipalities                 |
| León                                                                             | León                                                 | قشتالة وليون       | Municipalities                 |
| لاردة (Catalan); Lérida (Spanish)                                                | لاردة (Catalan); Lérida (Spanish)                    | كتالونيا           | Municipalities                 |
| Lugo                                                                             | لوغو                                                 | جليقية             | Municipalities                 |
| منطقة مدريد                                                                      | مدريد                                                | منطقة مدريد        | قائمة بلديات منطقة مدريد       |
| مالقة                                                                            | مالقة                                                | أندلسية            | قائمة بلديات مالقة             |
| منطقة مرسية                                                                      | مرسية                                                | منطقة مرسية        | قائمة بلديات مورسيا            |
| منطقة نبرة; Nafarroa (Basque); Navarra (Spanish)                                 | بنبلونة; Iruña (Basque)                              | منطقة نبرة         | Municipalities                 |
| أورينسي (Galician); Orense (Spanish)                                             | أورينسي (Galician); Orense (Spanish)                 | جليقية             | Municipalities                 |
| بالنثيا                                                                          | بالنثيا                                              | قشتالة وليون       | Municipalities                 |
| بونتيفيدرا                                                                       | بونتيفيدرا                                           | جليقية             | Municipalities                 |
| شلمنقة                                                                           | شلمنقة                                               | قشتالة وليون       | Municipalities                 |
| سانتا كروث دي تينيريفه                                                           | سانتا كروز دي تينيريفه                               | جزر الكناري        | Municipalities                 |
| شقوبية                                                                           | شقوبية                                               | قشتالة وليون       | Municipalities                 |
| إشبيلية; Sevilla (Spanish)                                                       | إشبيلية; Sevilla (Spanish)                           | أندلسية            | قائمة بلديات إشبيلية           |
| سوريا                                                                            | سريا                                                 | قشتالة وليون       | قائمة البلديات في مقاطعة سوريا |
| طركونة                                                                           | طركونة                                               | كتالونيا           | Municipalities                 |
| طرويل                                                                            | طرويل                                                | منطقة أرغون        | Municipalities                 |
| طليطلة                                                                           | طليطلة                                               | قشتالة والمنشف     | Municipalities                 |
| بلنسية; València (Valencian)                                                     | بلنسية; València (Valencian)                         | منطقة بلنسية       | Municipalities                 |
| بلد الوليد                                                                       | بلد الوليد                                           | قشتالة وليون       | قائمة بلديات بلد الوليد        |
| سمورة                                                                            | سمورة                                                | قشتالة وليون       | Municipalities                 |
| سرقسطة                                                                           | سرقسطة                                               | منطقة أرغون        | Municipalities                 |

## وصلات خارجية
- خرائظ لمقاطعات إسبانيا
- من معهد الإحصائيات الوطني (بالإسبانية)